# Пуцалина
Пуцалина (Colutea arborescens L.) је први пут описана у Sp. Pl. 723 (1753) од стране Линеа. Име рода долази од грчке речи κοῖλος — шупаљ; због мехурастих плодова, а епитет врсте arborescens значи – као дрво. Домаћи назив пуцалина дат је због продорног звука -пуцња када се надути плод нагло притисне. Срећу си и називи жута багра, жути багрен, грохотуша, зајчина, звечак, мехурка, турска леча, џаника Енглези пуцалину доводе у везу са бешиком и сеном (bladder-senna).

## Опис врсте
Снажни листопадни жбун јако разгранат до 2 (а у културама и до 4) m висине, и исто толико широк. Кора је на избојцима сивозелена, длакава, на старијим гранама црносива или сивозелена покривена лентицелама, љушти се у виду свиластих влакана. Корен дубок и широко распрострањен,у симбиози са азотофиксаторима.
Лист је непарно пераст са 7-11 (-13) лиски, дуг је до 15 cm а око 3 cm широк, светлозелен, наизменичан. Лиске на кратким дршчицама, јајасте до широко елиптичне од 1,5-3 (-4) cm дуге и 0,75-1,5 широке, голе са видљивом мрежастом нерватуром, на врху плитко усечене. Листови одоздо длакави док су млади, касније голи.
Двополни, зигоморфни, ентомофилни цветови, око 2 cm дуги, типични за легуминозе, на паперјастим дршкама дугим 6–12 mm, златножути, са крилима, 11–14 mm дугим и 3–4 mm широким, знатно краћим од лађице, заставица са црвенкастобраон мрљом ниже центра; чашица звонаста, 5–8 mm дуга, са пет троугластих режњева; три доња ужа и краћа од горњих. Прашника 10 диаделфозни, 9 срасло, 1 слободан. Тучак монокарпан надцветног плодника, једноок, го или делимично маљав, са много семених заметака. Стубић повијен, дебео, вентрално маљав у горњем делу; жиг велики, уметнут косо на унутрашњу ивицу стубића, окружен длакама.  Цветови у усправним, 5–10 cm дугим, растреситим гроздовима у пазуху листова овогодишњих изданака, са 3-7 цветова. Цвета непрекидно од маја до октобра.
Плод многосемена (30 семена), непуцајућа, чунаста махуна, мехурасто надувена, гола, висећа, црвенкастозелена док сазрева, зрела светлосиве боје, са танким, кожастим, провидним перикарпом; дуга до 8 cm и 3–4 cm широка, зашиљена и отворена при врху дуж вентралног шава, са 6–9 mm дугом дршком и чашицом у основи. Сазрева у јулу—септембру. Плод остаје дуго на гранама, анемохоран. Семе, које се развија у 3-4 реда, је широкобубрежастог облика, бочно стиснуто, 3–4 mm дуго, 2,5–3 mm широко, мркоцрно, мат, голо, отровно. Коренак дуг скоро као половина семена, врх јаче одстоји. Хилум ситан, широко елиптичан, беличаст. Семе ортодоксно и ексалбуминско.

## Ареал
Од природе расте у средњој и јужној Европи (од североисточне Шпаније до источне Бугарске), северној Африци, Малој Азији, Транскавказју. На Балкану честа врста на кречњачкој подлози у субмедитеранским шумама, најчешће у шумама храста медунца на крашком подручју, где се јавља заједно са: Prunus mahaleb, Ostrya carpinifolia, Quercus pubescens, Prunus spinosa, Ligustrum vulgare, Cotinus coggygria, Cornus mas, Evonymus verrucosa, Viburnum lantana, Rhamnus cathartica, Crataegus врсте и др.
У Немачкој је аутохтона у горњој долини реке Рајне и области Кајзерштул, али је натурализована много шире: Лудвигсбург, долина реке Мозел, Виртемберг, Баварија и Тирингија.
Распрострањена је и ван природног ареала, тако се у Британији гаји преко 300 година, где показује потенцијално инвазивне особине ширећи се дуж железничких пруга у предграђу Лондона. У САД примећена је у Арлингтону (Масачусетс) и Бостону још крајем XIX века где је „побегла“ из култивације Слично, половином XX века, у Роуд Ајланду бележи се присуство жбунова пуцалине на плажи на Филдс Поинту у песку, који су преживела ураган. Претпоставља се да је биљка овде доспела преко бродског отпада јер је у близини бродски пут из Медитерана

## Биоеколошке карактеристике
Хелиофит средње брзине раста, или брзорастући, без посебних захтева према земљишту, опстаје на свим песковитим, чак потпуно сувим, кречњачким земљиштима. Подноси екстремну топлоту и сушу, подноси ветрове, заслањеност и градску средину, али је нетолерантан према јачој сенци и недренираном земљишту. Подноси ниске температуре до -20 °C.

## Значај
Као парковска врста употребљава се на екстремно топлим стаништима. Није нарочито популарна ни честа у вртовима, али током пуног цватања комбинованог са сазревањем плодова, које траје мање-више од маја до првих мразева, има знатну декоративност. Надуте махуне, које пуцају када се стисну, чине је врло привлачним за децу, а интересантне су и у сувим аранжманима. Групе се могу одржавати у уредном облику и прикладне величине орезивањем изданака до старог дрвета или на пањ сваке зиме, што не умањује интензитет цветања јер се цветови формирају на овогодишњим изданцима. Препоручује се за садњу дуж ауто-путева због малих захтева. Запис из 1915 из Арнолд арборетума сврстава ову врсту међу најлепше у оквиру колекције жбунастих биљака. Може да се формира као жива ограда.
Због широко распрострањеног корена грохотуша се употребљава за стабилизацију нагиба и превенцију ерозије Обилно плодоношење може да доведе до неконтролисаног ширења. У Шпанији је истраживана као потенцијална крмна култура због своје лигнозне природе и коришћења током лета.
Листови су диуретик и пургатив и понекад се употребљавају као замена за сену као знатно блажи лаксатив. Семе је еметик  и отровно је. Из коре корена је издвојена једна фунгицидна компонента.

## Размножавање

### Генеративно размножавање
Плодови се сакупљају у септембру-октобру. После брања и чишћења семе се чува у сувом стању до пролећа. Од 1 kg сировине добија се око 200-400 g сетвеног материјала. У једном kg има око 60.000 (50.000-80.000) зрна. Просушено семе задржава клијавост до 3 године, ако се чува у стакленим посудама на 5 °C. Семе се због физичке дормантности пре сетве попари кључалом водом у трајању од 3-5 секунди, после чега је ницање брзо и здружено, или се потапа у концентровану сумпорну киселину 30-60 минута.
Клијање надземно. Хипокотил зелене боје. Котиледони овални, 12–15 mm дуги, 6–9 mm широки, широко заобљеног врха, на кратким дршкама. Први лист трочлан или прост на дугој дршци; лиске објајасте, вршна крупнија од бочних и са дужом дршком. Лиске одозго длакаве. Следећи листови са 3 или 5 лиски. Епикотил добро развијен, обрастао беличастим длакама. Поник је осетљив на позне пролећне мразеве. Саднице у првој години нарасту око 60–70 cm, па се могу пресадити следећег пролећа у школу, где се у току наредне две године развију, уз одговарајуће мере неге, у добар садни материјал за појединачну или групну садњу.

### Вегетативно размножавање
Од аутовегетативних метода пуцалина може да се размножи резницама стабла. Зеленим резницама (са петом) од бочних грана (резнице од вршних грана се ожиљују теже) успешно се производе саднице ове врсте тако што се претходно третирају раствором  IBA (1-3 g/L воде) . Зреле резнице после 120 дана ожиљавања дале су просечно 67,6% ожиљеница. Третман базалних резница са 200 ppm IBA повећао је проценат ожиљавања на 95%.
Калемљење (обичним спајањем или триангулацијом) у коренов врат на једногодишње подлоге исте врсте од децембра до марта у стакленику (собно калемљење) представља такође успешан начин размножавања, мада са производног гледишта за то нема нарочитог разлога.

## Унутарврсни таксони
Од природних унутарврсних таксона у литератури се срећу два:
Colutea arborescens subsp. gallica Browicz и Colutea arborescens subsp. hispanica (Talavera et Arista) Mateo et M.B.Crespo
Због релативно ретке употребе пуцалине у зеленим просторима има мало култивара:  
- 'Bullata' је патуљасти култивар, компактан са малим заобљеним листићима који су гуверирани.[21]
- 'Crispa' је ниски клон  са листовима таласастим по ободу.[26]

Colutea arborescens је један од родитеља хибридног клона Colutea × media 'Copper Beauty' (C. arborescens × orientalis настао пре 1790) који има бакарноцрвене цветове.